# Les Aspres
Les Aspres és un municipi francès situat al departament de l'Orne i a la regió de Normandia. L'any 2007 tenia 676 habitants.

## Demografia

### Població
El 2007 la població de fet de Les Aspres era de 676 persones. Hi havia 280 famílies de les quals 80 eren unipersonals (28 homes vivint sols i 52 dones vivint soles), 104 parelles sense fills, 72 parelles amb fills i 24 famílies monoparentals amb fills.
La població ha evolucionat segons el següent gràfic:
Habitants censats

### Habitatges
El 2007 hi havia 390 habitatges, 295 eren l'habitatge principal de la família, 59 eren segones residències i 36 estaven desocupats. 351 eren cases i 31 eren apartaments. Dels 295 habitatges principals, 210 estaven ocupats pels seus propietaris, 77 estaven llogats i ocupats pels llogaters i 8 estaven cedits a títol gratuït; 1 tenia una cambra, 31 en tenien dues, 64 en tenien tres, 103 en tenien quatre i 96 en tenien cinc o més. 236 habitatges disposaven pel capbaix d'una plaça de pàrquing. A 168 habitatges hi havia un automòbil i a 96 n'hi havia dos o més.

### Piràmide de població
La piràmide de població per edats i sexe el 2009 era:
| Homes | Edats   | Dones |
| ----- | ------- | ----- |
| 0     | 95 o +  | 0     |
| 0     | 90 a 94 | 8     |
| 4     | 85 a 89 | 16    |
| 4     | 80 a 84 | 0     |
| 12    | 75 a 79 | 24    |
| 16    | 70 a 74 | 4     |
| 32    | 65 a 69 | 24    |
| 20    | 60 a 64 | 16    |
| 8     | 55 a 59 | 16    |
| 20    | 50 a 54 | 16    |
| 16    | 45 a 49 | 28    |
| 16    | 40 a 44 | 16    |
| 28    | 35 a 39 | 28    |
| 20    | 30 a 34 | 28    |
| 24    | 25 a 29 | 20    |
| 4     | 20 a 24 | 0     |
| 20    | 15 a 19 | 20    |
| 28    | 10 a 14 | 20    |
| 28    | 5 a 9   | 36    |
| 12    | 0 a 4   | 32    |

## Economia
El 2007 la població en edat de treballar era de 413 persones, 298 eren actives i 115 eren inactives. De les 298 persones actives 269 estaven ocupades (149 homes i 120 dones) i 29 estaven aturades (15 homes i 14 dones). De les 115 persones inactives 42 estaven jubilades, 24 estaven estudiant i 49 estaven classificades com a «altres inactius».

### Ingressos
El 2009 a Les Aspres hi havia 301 unitats fiscals que integraven 701,5 persones, la mediana anual d'ingressos fiscals per persona era de 17.153 €.

### Activitats econòmiques
Dels 28 establiments que hi havia el 2007, 1 era d'una empresa extractiva, 1 d'una empresa alimentària, 2 d'empreses de fabricació d'altres productes industrials, 6 d'empreses de construcció, 7 d'empreses de comerç i reparació d'automòbils, 1 d'una empresa de transport, 2 d'empreses d'hostatgeria i restauració, 1 d'una empresa d'informació i comunicació, 2 d'empreses financeres, 1 d'una empresa de serveis, 3 d'entitats de l'administració pública i 1 d'una empresa classificada com a «altres activitats de serveis».
Dels 8 establiments de servei als particulars que hi havia el 2009, 1 era un guixaire pintor, 1 fusteria, 2 lampisteries, 1 electricista, 1 perruqueria i 2 restaurants.
Dels 4 establiments comercials que hi havia el 2009, 1 era una botiga de més de 120 m², 1 una botiga de menys de 120 m² i 2 carnisseries.
L'any 2000 a Les Aspres hi havia 19 explotacions agrícoles que ocupaven un total de 1.133 hectàrees.

## Equipaments sanitaris i escolars
L'únic equipament sanitari que hi havia el 2009 era una farmàcia.
El 2009 hi havia una escola maternal integrada dins d'un grup escolar amb les comunes properes formant una escola dispersa.

## Poblacions més properes
El següent diagrama mostra les poblacions més properes.